# Stanley James Goble
Stanley James Goble, avstralski častnik, vojaški pilot in letalski as, * 21. avgust 1891, Victoria, † 24. julij 1948, Melbourne.  	
Major Goble je v svoji vojaški karieri dosegel 10 zračnih zmag.

## Odlikovanja
- Distinguished Service Order (DSO) s ploščico
- Distinguished Service Cross (DSC) s ploščico